# Minco (Oklahoma)
Minco is een plaats (city) in de Amerikaanse staat Oklahoma, en valt bestuurlijk gezien onder Grady County.

## Demografie
Bij de volkstelling in 2000 werd het aantal inwoners vastgesteld op 1672.
In 2006 is het aantal inwoners door het United States Census Bureau geschat op 1788, een stijging van 116 (6,9%).

## Geografie
Volgens het United States Census Bureau beslaat de plaats een oppervlakte van
31,7 km², geheel bestaande uit land. Minco ligt op ongeveer 395 m boven zeeniveau.

## Plaatsen in de nabije omgeving
De onderstaande figuur toont nabijgelegen plaatsen in een straal van 24 km rond Minco.